# Wykey
Wykey – osada w Anglii, w hrabstwie Shropshire. Leży 16 km na północny zachód od miasta Shrewsbury i 239 km na północny zachód od Londynu.